# YG戰略資料室
《YG戰略資料室》為韓國娛樂公司YG娛樂製作的情境喜劇，由《音樂之神》朴俊秀導演與《SNL Korea》金敏席作家合作拍攝，YG娛樂旗下藝人勝利（BIGBANG）、柳炳宰、李宰鎮（水晶男孩）等人主演，於2018年10月5日在Netflix全球上線。此劇講述一夜之間被降職到最冷門部門——YG戰略資料本部的BIGBANG勝利，為了挽救陷入危機的YG娛樂，重新回到會長懷抱而孤軍奮戰的故事。

## 演員陣容

### 主要人物
- 勝利（BIGBANG）：YG戰略資料本部新任顧問，因兩個月前醉酒鬧事而被調任到YG戰略資料本部。
- 柳炳宰：YG戰略資料本部員工，雖說是員工但更像是YG戰略資料本部的苦力。
- 李宰鎮（水晶男孩）：YG戰略資料本部員工，但幾乎不上班，上班時總是給別人添麻煩。
- 金佳恩（朝鲜语：김가은 (1989년 5월)）：YG戰略資料本部科長，於第一集因勝利推卸責任而被革職，於第五集因YG戰略資料本部面臨財政困難而復職。
- 孫世彬（朝鲜语：손세빈）：YG戰略資料本部代理
- 朴忠煥（朝鲜语：박충환）：YG戰略資料本部代理
- 白英光（朝鲜语：백영광）：YG戰略資料本部員工、經理人
- 崔信得：YG戰略資料本部員工、白英光（朝鲜语：백영광）的朋友，剛出獄沒多久，經常偷竊他人財物。
- Jinu（朝鲜语：지누 (가수)）（Jinusean）：YG娛樂理事。

## 各集內容
| 集數 | 播放日期      | 主題       | 特別出演                                                                       |
| ---- | ------------- | ---------- | ------------------------------------------------------------------------------ |
| 1    | 2018年10月5日 | 家族日     | 大聲（BIGBANG）、BLACKPINK、金素英、南太鉉（South Club）                       |
| 2    | 2018年10月5日 | 乾淨的YG   | WINNER、Sean（Jinusean）、吳尚津                                               |
| 3    | 2018年10月5日 | 音樂事業   | 朴春、ONE、孫世恩、方藝潭、崔玹碩                                              |
| 4    | 2018年10月5日 | B計畫      | iKON、善美、請夏                                                               |
| 5    | 2018年10月5日 | 財務問題   | 不適用                                                                         |
| 6    | 2018年10月5日 | 大災難     | 金有男、葛瀟轅、張水院（水晶男孩）                                             |
| 7    | 2018年10月5日 | 黑暗的夜晚 | B.I（iKON）、姜昇潤（WINNER）、孫娜恩（APINK）                                 |
| 8    | 2018年10月5日 | 新面孔     | 劉寅娜、Alex、玉高雲、李遐怡、李秀賢（樂童音樂家）、姜承賢、張水院（水晶男孩） |

## 爭議
2018年10月11日，该剧播出之后，却被中国网友发现其中使用的中国地图不完整。剧中所使用的中国地图，东南沿海地区均在地图上缺失。此外，剧中还有让两个韩国保镖打扮成清朝人的情节，两个保镖被抓后，还用中文说道：“我是猪。”上述细节引发很多中国网友不满，质疑此举涉嫌公然歧视中国人、破坏中国领土完整。下午YG娱乐会长梁铉锡通过个人社交平台公开了道歉文：“向中国的各位粉丝郑重地道歉。已经向相关负责人下达指令，尽快修改和删除错误内容。今后将更加注意和小心。”

## 外部連結
- 官方网站 （繁體中文）